# China Taipéi en los Juegos Olímpicos de Albertville 1992
China Taipéi (Taiwán) estuvo representada en los Juegos Olímpicos de Albertville 1992 por ocho deportistas masculinos que compitieron en tres deportes.
El equipo olímpico no obtuvo ninguna medalla en estos Juegos.